# ژاپن پست بانک

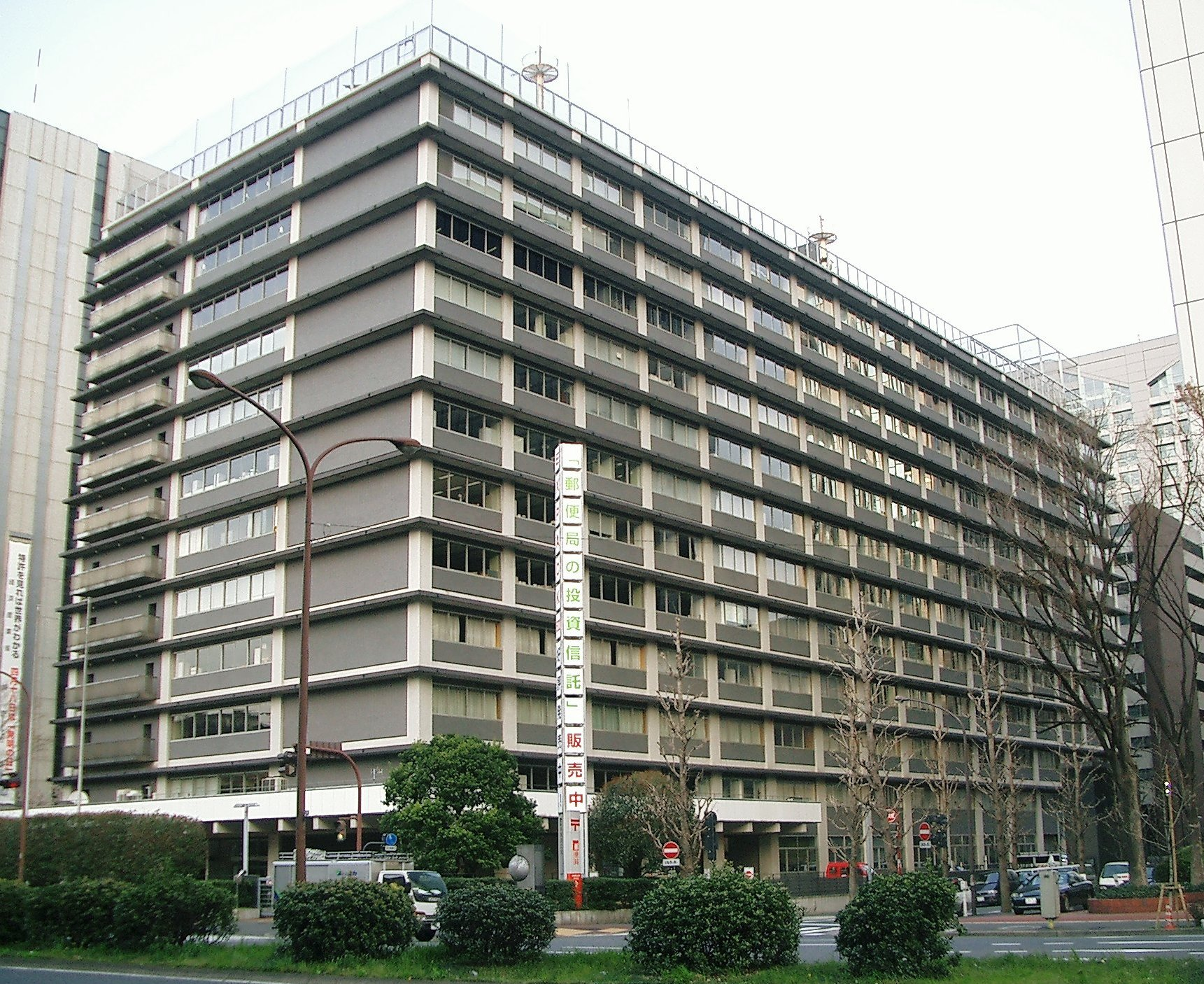
ساختمان شعبه مرکزی ژاپن پست بانک در توکیو

ژاپن پست بانک (به ژاپنی: 株式会社ゆうちょ銀行) بانک ژاپنی است، که به عنوان بازوی ارائه خدمات بانکداری گروه ژاپن پست هولدینگز فعالیت می‌کند.
ژاپن پست بانک در سال ۲۰۰۶ در پی خصوصی‌سازی و تجدید ساختار شرکت ژاپن پست تاسیس شد و در حال حاضر به همراه میزوهو بانک، تنها بانک‌های ژاپنی محسوب می‌شوند که دارای شعبه در تمامی شهرها و مناطق مسکونی ژاپن می‌باشند. شعبه مرکزی این بانک در محله کاسومیگاسکی، چیودا، توکیو قرار دارد. در سال ۲۰۰۸ ژاپن پست بانک به‌عنوان بزرگترین بانک دارنده حساب‌های سپرده جهان شناخته شد.